# Tina Amon Amonsen

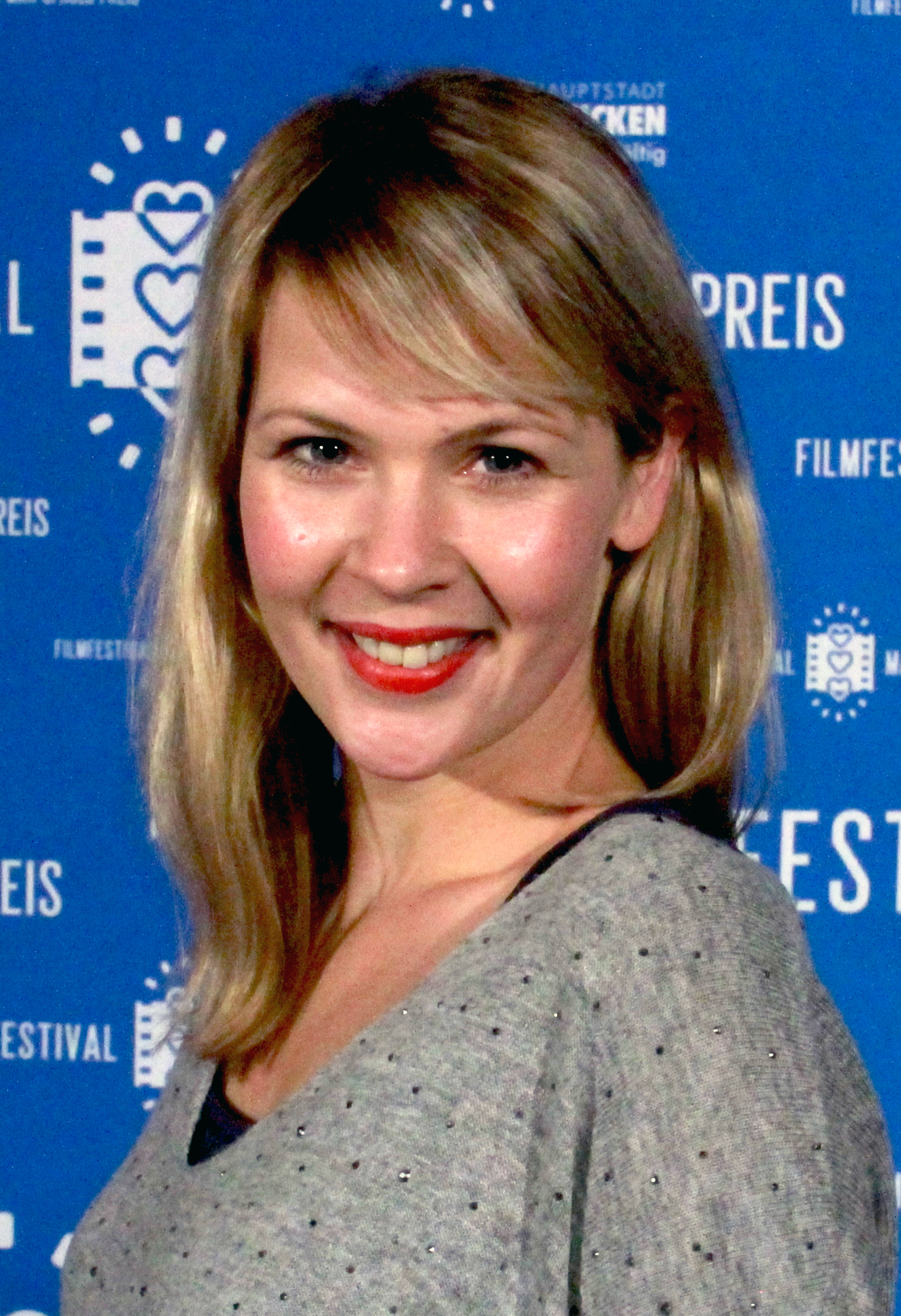
Tina Amon Amonsen beim Filmfestival Max Ophüls Preis 2015

Tina Amon Amonsen (* 30. April 1979 in Neuruppin) ist eine deutsche Schauspielerin.

## Leben
Tina Amon Amonsen studierte von 2002 bis 2006 Schauspiel am Salzburger Mozarteum. Danach trat sie ein Engagement an den Städtischen Bühnen in Münster an, wo sie als beste Nachwuchsdarstellerin ausgezeichnet wurde. Ab 2009 trat sie mehrfach am Düsseldorfer Schauspielhaus auf. Unter anderem übernahm sie 2010 die Titelrolle bei der Uraufführung von Franziska Steiofs Kinderstück Undine, die kleine Meerjungfrau. 2011 spielte Amon Amonsen in Köln das Gretchen in Faust I am Theater im Bauturm, was ihr den Kölner Theaterpreis einbrachte. Neben ihrer schauspielerischen Tätigkeit arbeitete sie außerdem als Sprecherin beim Deutschlandfunk.
2006 debütierte Amon Amonsen als Filmschauspielerin in Robert Steudtners Drama Fremder Bruder. Seit 2012 hatte sie Gastauftritte in verschiedenen Fernsehserien wie Danni Lowinski. 2014 spielte sie die Titelrolle in der ARD-Vorabendserie Dating Daisy. Im gleichen Jahr verkörperte sie die Hauptrolle der Vivian in Jonas Groschs Kinofilm bestefreunde.
Amon Amonsen lebt mit ihrem Partner und Kind in Berlin.

## Filmografie (Auswahl)
- 2006: Fremder Bruder
- 2012: Danni Lowinski (Fernsehserie, Folge Ungeheuerlich)
- 2012: Heiter bis tödlich: Henker & Richter (Fernsehserie, Folge Die Moorhexe)
- 2014: Zwei mitten im Leben (Fernsehfilm)
- 2014: Schmidt – Chaos auf Rezept (Fernsehserie, Folge Liebe zu dritt)
- 2014: Dating Daisy (Fernsehserie)
- 2014: Immer wieder anders (Fernsehfilm)
- 2014: bestefreunde
- 2016: Alle lieben Elin
- 2016: Notruf Hafenkante (Fernsehserie, Folge Shopping)
- 2017: Morden im Norden (Fernsehserie, Folge Kurzschluss)
- 2017: Sechs Richtige und ich (Fernsehfilm)
- 2018: Hubert und Staller (Fernsehserie, Folge Tulpen aus Ammerland)
- 2018: In aller Freundschaft – Die jungen Ärzte (Fernsehserie, Folge Frauen von früher)
- 2018: Heldt (Fernsehserie, Folge Holland in Not)
- 2018: Lifelines (Fernsehserie)
- 2020: SOKO Köln (Fernsehserie, Folge Lebensretter)
- 2022: Hubert ohne Staller (Fernsehserie, Folge Alles im Einklang)
- ab 2022: Praxis mit Meerblick (Fernsehreihe)
  - 2022: Schwesterherz
  - 2023: Rügener Sturköpfe
  - 2023: Dornröschen
  - 2023: Schwindel
  - 2024: Kleine Wunder
  - 2024: Die Kämpferin
  - 2024: Geheimnisse
  - 2025: Verlobung mit Hindernissen
  - 2025: Neun Leben
  - 2025: Romeo & Julia
- 2023: Bettys Diagnose (Fernsehserie, Folge Ohne dich)
- 2025: Morden im Norden (Fernsehserie, Folge Nicht mit mir)